# Навоченко, Виктор Леонидович
Виктор Леонидович Навоченко (род. 21 августа 1970, Рождествено, Белгородская область) — советский и российский футболист, полузащитник; тренер. Мастер спорта России.

## Биография
Воспитанник секции ЖКО (Старый Оскол). Первый клуб — «Металлург» (Старый Оскол) (1986—1988). В 1989—1990 не выступал. В 1991 году — в команде второй низшей лиги союзного первенства «Энергомаш» Белгород, в ней же отыграл первое первенство России в первой лиге. Следующие 8 сезонов провёл в командах высшей лиги «Текстильщик» Камышин (1993—1995), «Балтика» Калининград (1996—1998), ЦСКА (1999), «Сатурн» Раменское (2000), сыграл 219 матчей, забил 24 мяча. Впоследствии выступал за команды первого и второго дивизионов «Уралан» Элиста (2001), «Волгарь-Газпром» Астрахань (2002), «Факел» Воронеж (2002), «Титан» Москва (2003), «Алмаз» Москва (2004), «Рязань-Агрокомплект» (2004—2005), «Динамо» (Брянск) (2005), «Нара-Десна» Наро-Фоминск (2006—2007).
С 2008 года работал в тренерском штабе тверской «Волги». Сезон-2009 начал в ранге главного тренера клуба. Несмотря на то, что клуб дошёл до 1/4 Кубка России, в августе Навоченко был уволен со своего поста. Снова стал главным тренером клуба в июне 2010 года. В третий раз — с 2012 года.
С 2018 года — старший тренер ФК «Авангард» Курск.
В июне 2019 года стал главным тренером ФК «Рязань».

## Достижения
- Бронзовый призёр чемпионата России: 1999
- Серебряный призёр первого дивизиона: 2001